# Åsa Mattsson
Åsa Maria Mattsson, född 10 februari 1959 i Danderyd i Stockholms län, är en svensk författare, journalist och debattör. Hon är uppvuxen i Stockholm och har arbetat som journalist på Aftonbladet under många år, bland annat som krönikör, och var en av initiativtagarna till och kreatörerna av dess kvinnobilaga. Hon har även varit chefredaktör för nätmagasinet SalongK. 1993 gav hon ut debutromanen Solitär. Mattsson var från 2013 och tio år framåt pressansvarig, pressekreterare och redaktör i Vänsterpartiet. Sedan 2024 är hon redaktionssekreterare för nättidningen Internationalen.